# Kecamatan Sawan
Kecamatan Sawan är ett distrikt i Indonesien.   Det ligger i provinsen Provinsi Bali, i den sydvästra delen av landet, 900 km öster om huvudstaden Jakarta. Kecamatan Sawan ligger på ön Bali.